# Godfried Marschall

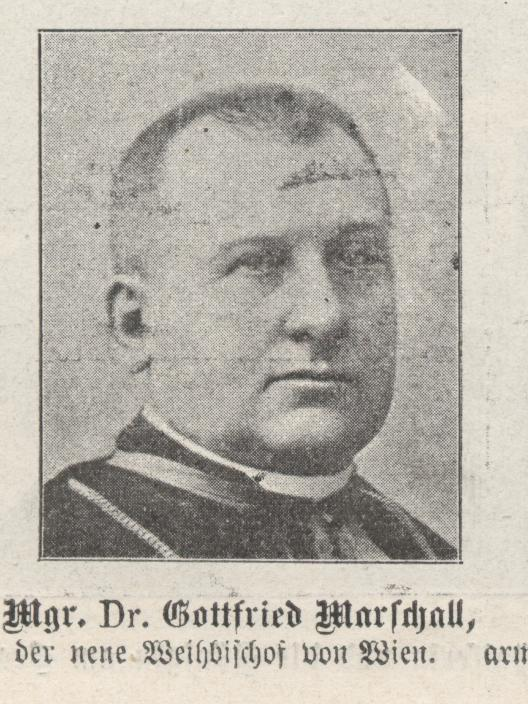
Weihbischof Marschall

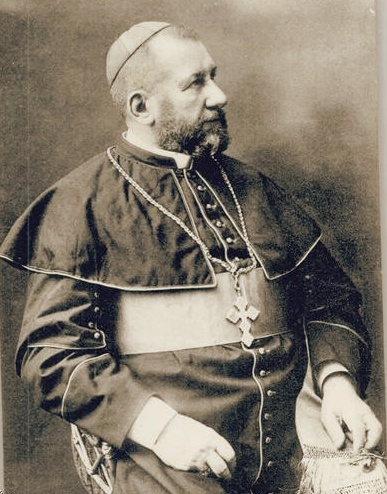
Godfried Marschall (vermutlich auf einer Pilgerfahrt im Hl. Land, da mit Bart)

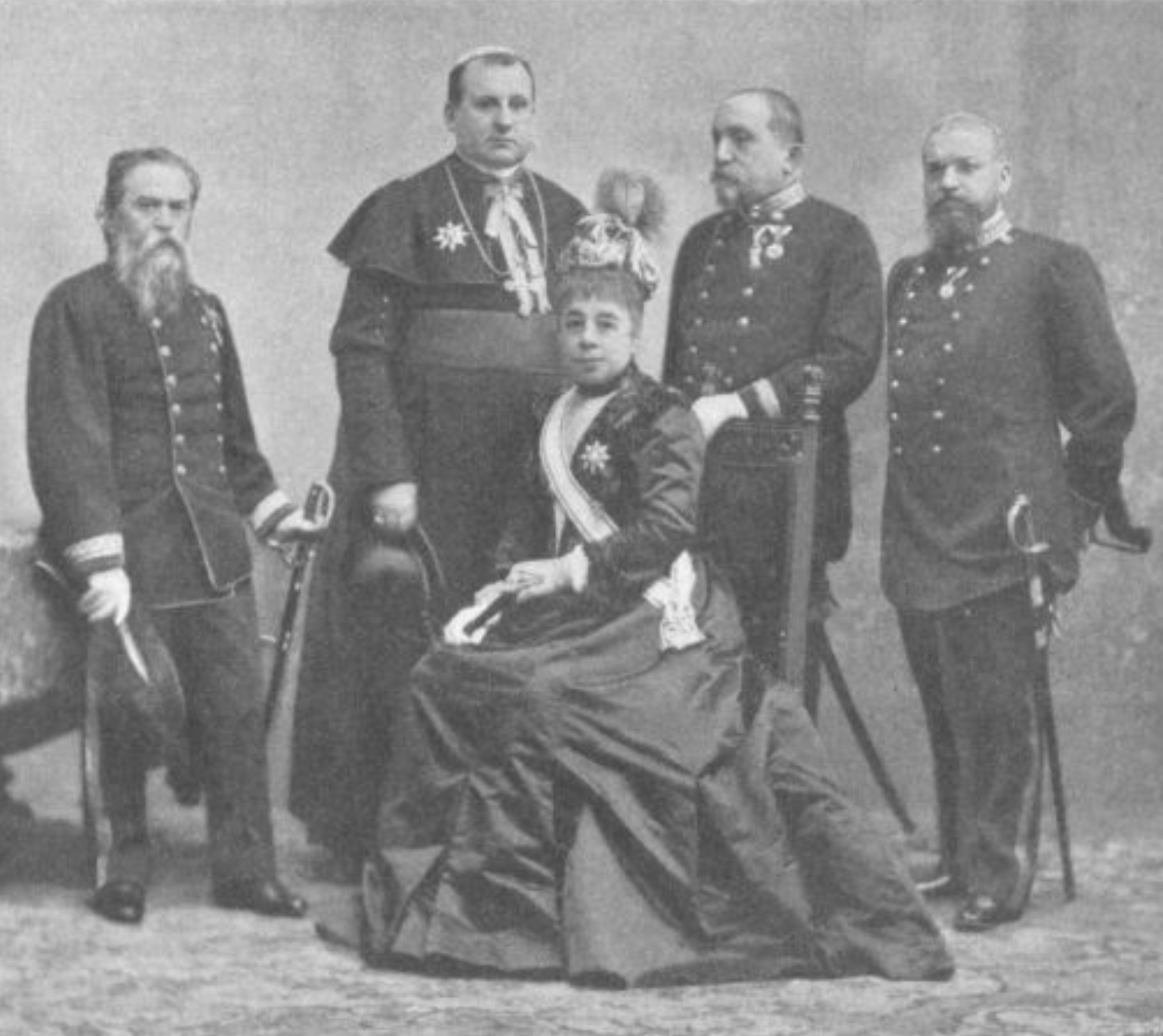
Die leitenden Persönlichkeiten der Poliklinik Wien, 1902.
(v. li n. r.:) August Leopold von Reuss, Weihbischof Godfried Marschall, Fürstin Pauline von Metternich, Alois Monti, Julius Mauthner

Godfried Marschall, auch Gottfried Marschall (* 1. Oktober 1840 in Neudorf bei Staatz (heute Neudorf im Weinviertel, Niederösterreich); † 23. März 1911 in Wien) war Generalvikar und Weihbischof in der Erzdiözese Wien.

## Leben
Er studierte zuerst am Gymnasium in Nikolsburg, trat 1856 gemeinsam mit Johann Baptist Schneider in das neu gegründete fürsterzbischöfliche Knabenseminar in Wien ein, wechselte 1860 in das Wiener Priesterseminar und studierte Katholische Theologie an der Universität Wien. Am 24. Juli 1864 empfing er die Priesterweihe. Danach studierte er in Rom Theologie und Kanonisches Recht und promovierte 1866 in diesen Fächern. Während seines Romstudiums lebte er am Priesterkolleg Santa Maria dell’ Anima. 1870 wurde er Religionslehrer des Erzherzogs Franz Ferdinand, 1880 Domherr von St. Stephan und Propst der Votivkirche in Wien.
1887 war er Kandidat für den Bischofssitz von Gurk, der Kaiser ernannte jedoch Josef Kahn.
Auf Wunsch von Kaiser Franz Joseph versuchte er, die Ehe des Thronfolgers mit Sophie Gräfin Chotek zu vereiteln. Obwohl er zwischen seiner Loyalität gegenüber dem Kaiser und Franz Ferdinand schwankte, entschied er sich für Ersteren, da er den Wunsch hatte, Weihbischof in Wien zu werden. Er war Franz Ferdinand immer sehr nahegestanden, verscherzte sich aber dessen Sympathie durch diese Einmischung. Auch bei Sophie, an deren religiöse Gefühle und tiefe Gläubigkeit Marschall appelliert hatte, scheiterte er mit seinem Unterfangen. Dass nicht er, sondern Lanyi, ein ungarischer Geistlicher, die Taufe von Sophie, Fürstin von Hohenberg, des am 24. Juli 1901 in Konopischt zur Welt gekommenen Kindes des Paares, spendete und er nicht einmal zur Taufe des Kindes eingeladen wurde, gab zu vielen Spekulationen Anlass.
Am 15. Januar 1901 wurde er neben Johann Baptist Schneider zum zweiten Weihbischof in Wien und zum Titularbischof von Orthosias in Caria ernannt. Die Bischofsweihe spendete ihm am 12. Mai 1901 der Apostolische Nuntius in Österreich und spätere Kardinal Emidio Taliani.
Nach dem Tod Schneiders wurde er 1905 Generalvikar von Kardinal Gruscha und Dompropst von St. Stephan. Da Gruscha in den letzten Lebensjahren taub und blind war, übernahm Marschall viele Aufgaben des Kardinals. Dies machte ihn beim Volk sehr beliebt. Man hielt ihn für den logischen Nachfolger, am 1. Jänner 1910 wurde jedoch Franz Xaver Nagl, der Bischof von Triest und Capo d’Istria, zum Koadjutor mit dem Recht der Nachfolge ernannt. Marschall legte das Amt des Generalvikars nieder und unternahm von März bis April 1910 eine Pilgerreise in das Hl. Land, von der er todkrank zurückkehrte. Marschall soll davon überzeugt gewesen sein, dass der Thronfolger und dessen Gattin seine Ernennung zum Kardinal-Erzbischof hintertrieben und beim Papst interveniert hätten. Allerdings gibt es keinerlei schriftliche Beweise für diese Vermutungen.
Godfried Marschall übernahm nach dem Tod von Sebastian Brunner im Jahre 1893 das Amt des Großmeister-Procurator des Ritterordens vom Heiligen Grab zu Jerusalem in Österreich. Er war Ehrenmitglied der katholischen Studentenverbindungen KÖStV Austria Wien, KaV Norica Wien und KaV Marco-Danubia Wien.
Im Jahr 1911 wurde in Wien-Meidling (12. Bezirk) der Marschallplatz nach ihm benannt.